# Ефелер
Ефелер (на турски: Efeler) е община и околия на вилает Айдън, Турция. Площта ѝ е 124 km2, а населението ѝ е 300 225 души (31 декември 2021). Околия Ефелер е основана през 2013 г. като част от реорганизация на местната власт и е образувана от предишния централен район на вилает Айдън.

## Състав
В околия Ефелер има 83 махали.

## Образование
В околията има 20 детски градини, 50 основни училища, 34 средни училища, 24 гимназии, 1 обществен образователен център, 1 център за професионално обучение, 1 център за наука и изкуство и 1 център за изследвания към Министерството на народната просвета.